# Team Fortress 2
Team Fortress 2 (TF2) je timski bazirana višečlana igrica iz prvog lica proizvedena i objavljena od strane Valve Corporation. Ona je nastavak igrice iz 1996. koja je bila mod za igricu Quake koja je dobila rediznajn 1999. godine. Predstavlja deo paketa igrica "The Orange Box" od oktobra 2007. za sistem Microsoft Windows i konzolu Xbox 360. PlayStation 3 verzija igrice izašla je u decembru 2007. Igrica je izašla za Windows u aprilu 2008. Juna 2010. je podržavala i OS X. Linux je podržavala od februara 2013. distribuiše se onlajn preko Velvove digitalne platforme Steam
U Team Fortress 2, igrači se priključe u jedan od 2 tima koji se sastoje od 9 klasa koji se bore kroz razne vrste igara uključujući "osvoj zastavu" i "kralj brda". Razvoj igrice su vodili John Cook i Robin Walker, koji su kreatori originalnog Team Fortressa. 